# Рыбаков, Борис Александрович
Бори́с Алекса́ндрович Рыбако́в (21 мая (3 июня) 1908, Москва — 27 декабря 2001 года, там же) — советский и российский археолог, организатор науки, исследователь славянской культуры и истории Киевской Руси. Академик РАН (1991; действительный член АН СССР с 1958 года). Герой Социалистического Труда (1978). Занимая ряд руководящих постов в научных учреждениях, в том числе должность директора Института археологии АН СССР в 1956—1987 годах, был одним из фактических руководителей советской археологии. Влиятельный деятель советской историографии. Научное наследие Рыбакова включает свыше 400 работ, в том числе статьи и рецензии, а также 20 монографий и учебных пособий для вузов и школ и ряда научно-популярных трудов. Работы исследователя охватывали ряд направлений, связанных преимущественно с историей и культурой Руси, и затрагивали различные вспомогательные исторические дисциплины, включая археологию, текстологию и эпиграфику. Автор фундаментальной монографии «Ремесло Древней Руси» (1948; Сталинская премия 1-й степени, 1949), работ по древнерусскому летописанию, в том числе по «Слову о полку Игореве», античной и русской средневековой картографии, славянскому язычеству, русским средневековым ересям. Труды учёного предлагали фундаментально-исторические выводы по темам жизни, быта и уровня развития социально-экономической и культурной сфер Восточной Европы. Идеи и гипотезы, выдвинутые Рыбаковым, по большей части не оспаривались в советский период, в дальнейшем многие из них были отвергнуты учёными.
С 1927 по 1971 год занимался полевыми археологическими работами. В 1940-х — 1960-х годах руководил раскопками многих древнерусских городов. Как результаты своих раскопок, так и другие материалы он использовал для характеристики социально-экономического развития изучаемых культур  и создания гипотез о глубокой древности славян и образованных ими государств. Рассматривал область между Средним Поднепровьем и Одером в контексте происхождения славян, отводил центральную роль Киеву в единстве Древней Руси, оценивал княжескую власть как прогрессивный институт, выдвинул тезис о высоком уровне развития ремесла в древнерусских городах. Считается, что учёный внес вклад в археологию и особенно в изучение древнерусского ремесла, в разработку отдельных методик археологических раскопок, отмечаются масштабность и комплексность разработки памятников. Выступал с позиций антинорманизма, находил истоки Русского государства в VI—VII веках, отстаивал идеи многотысячелетней истории и автохтонности славян, начиная по меньшей мере с бронзового века и трипольской культуры. Эти идеи подвергались существенной критике. В русле «исторической школы» создал свою реконструкцию славянского язычества и фольклора, опираясь на былины и другие фольклорные источники для реконструкции исторических явлений. Эти построения характеризовались произвольными толкованиями фольклорных сюжетов и других источников, фантастическими допущениями и отсутствием единой методологии и, как следствие, не получили научного признания. Отмечались методические ошибки учёного, вольное обращение с источниками и историческими фактами и в ряде случаев использование ненаучных подходов.
Рыбаков продвигал расширение археологических исследований и их популяризацию, инициировал публикации многотомных научных серий («Свод археологических источников» и «Археология СССР»), поддерживал новые направления исследований, его работы способствовали изучению христианства и других аспектов истории Руси. В то же время деятельность Рыбакова оценивается неоднозначно: учёный сыграл негативную роль в формировании «антихазарской» линии официальной советской науки и, находясь на руководящих постах, по некоторым оценкам, препятствовал деятельности научных оппонентов. Его идеи поддерживались на всех уровнях и не подвергались сомнению, большинство учёных избегали полемики с ним или выражали поддержку его гипотезам. Поздние работы учёного привлекли внимание к язычеству и славянской духовной культуре, некоторые его произвольные построения, имеющие связь с идеологией русского национализма, оказали влияние на массовые представления о ранней истории славян и Руси.

## Биография
Родился в русской старообрядческой семье. Отец — Александр Степанович Рыбаков (1884—1977) был членом общины старообрядческой Покровско-Успенской церкви на Немецком рынке в Москве. Александр Рыбаков окончил историко-филологический факультет Московского университета, выпустил ряд трудов по истории раскола, стал основателем и директором Старообрядческого богословского учительского института, организованного в 1911 году на средства С. П. Рябушинского. Мать Бориса Рыбакова, Клавдия Андреевна Блохина, окончила филологический факультет Высших женских курсов В. И. Герье и работала педагогом.
На момент рождения сына чета проживала на Ирининской улице в Москве, а в 1916 году Рыбаковы поселились в новой квартире на Большой Андроньевской улице. Борис получил хорошее домашнее образование, в 1917 году в возрасте девяти лет был отдан в частную гимназию. Когда Борису было десять лет, родители разошлись, и С 1918 по 1923 год он воспитывался в детском доме «Трудовая семья» на улице Володарского, где преподавала его мать. После революции Александр Степанович преподавал экономические дисциплины (в Коммунистическом университете им. Я. М. Свердлова и других вузах), работал в финансовых структурах советского правительства. А. В. Чернецов отмечал, что на Б. А. Рыбакова существенно повлияла старообрядческая среда его детства, с её народным нонконформизмом, ярко выраженным национальным характером, колоритными этнографическими особенностями, консервацией многих черт допетровской культуры и быта. Так, в семье по наследству передавался расшитый кокошник допетровского времени. Старая Русь была «фамильярно знакома» Борису Александровичу с детства, он сохранил тёплое отношение к ней, как к своему, кровному. Будущий учёный рос не в рядовой старообрядческой семье, а в среде интеллектуальной элиты русских староверов. Рыбаков вспоминал, что уже в детстве знал о «семейных корнях», слышал рассказы отца о профессорах Московского университета Ключевском и Виппере. Во время Первой мировой войны Борис с отцом следили за ситуацией на фронте с помощью флажков на карте. В то же время Борис Александрович отрицал какое-либо влияние своего отца, вспоминая его как подходящего «для нэпа, энергичного, умеющего работать». Исследователь семьи Рыбаковых Н. М. Емельянова, комментируя противоречие этой оценки со словами Бориса Александровича о старообрядческих корнях со стороны отца, полагала, что Рыбаков-старший, несомненно, оказал влияние на выбор сыном жизненного пути и области интересов в науке.
В 1924 году будущий учёный окончил школу II ступени и три года работал распространителем «Рабочей газеты». Борис Александрович поступил в Брюсовский институт, но в 1926 году подал документы на историко-этнологический факультет МГУ. Интерес к русской истории у Бориса Александровича проявился со студенческих лет. Состоял в студенческом археологическом кружке вместе с А. Я. Брюсовым, С. В. Киселёвым, Б. Н. Граковым, А. П. Смирновым и другими будущими учёными. Университетскими наставниками Рыбакова были академик Ю. В. Готье, профессора С. В. Бахрушин, М. К. Любавский и В. А. Городцов; в то же время на него оказал влияние археолог А. В. Арциховский. Несмотря на небольшую разницу в возрасте, Рыбаков всегда считал Арциховского своим главным наставником, который во многом определил его подход в сфере археологии и интерес к истории древнейших славянских племён. Уже в студенческие годы Борис Александрович начал писать серьёзные работы, которые вскоре были опубликованы, включая статью «Воинствующие церковники XVI в.» и работу «Радимичи». На семинаре Бахрушина Рыбаков разработал тему «Осифляне и нестяжатели XV—XVI веков», в чём могли сказаться занятия его отца и его библиотека с большим числом книг по церковной истории и расколу. Доклад был опубликован позже, в 1934 году. Интерес к эпиграфике у Бориса Александровича возник под влиянием спецкурса А. С. Орлова, который читался на историческом факультете Московского университета. Окончив МГУ по специальности «историк-археолог», он успел побывать на военной службе, работал в Александровском краеведческом музее (1930) и Архиве Октябрьской революции в Москве (1930—1931), затем в течение полугода служил курсантом в Красной армии, в артиллерийском полку 1-й дивизии в Москве (офицер конной разведки).
Профессиональная деятельность Б. А. Рыбакова началась в 1927 году с раскопок курганов вятичей в Подмосковье. В 1929 году он участвовал в раскопках палеолитической стоянки Тимоновка под руководством В. А. Городцова, а также Рюрикова городища и курганов у деревни Хреплё под началом А. В. Арциховского. Вместе с последним работал в Великом Новгороде и Москве. В 1935 году провёл археологическую разведку в районе Чернигова и Седнева, в 1936—1937 годах руководил раскопками славянских курганов у деревни Пузиково, затем исследовал Гочевский археологический комплекс в Курской области, в составе экспедиции М. В. Воеводского проводил разведки по Десне, начал раскопки Пушкарёвского городища и летописного Вщижа. В 1948 году исследования Вщижа были продолжены. В дальнейшем руководил масштабными раскопками в Звенигороде, Переяславле Русском, Чернигове, Тмутаракани, Путивле, Александрове и других местах. Им были целиком изучены развалины Любечского замка и Витичева.
Научные пристрастия молодого Б. А. Рыбакова, по мнению А. В. Чернецова, не соответствовали требованиям той эпохи, когда интерес к древностям не одобрялся и мог рассматриваться как идеологически подозрительный. Патриотические чувства возникают у советского руководства преимущественно в послевоенное время, и с этим подъёмом совпал расцвет научного творчества Бориса Александровича. В 1931 году стал старшим научным сотрудником Государственного исторического музея, где работал по 1948 год, с 1943 года заведовал отделом раннего феодализма. В Историческом музее для будущего крупного учёного открылись перспективы роста, чему способствовали как богатейшие музейные коллекции, так и квалифицированный состав работников. По его воспоминаниям, после университетской атмосферы 1920-х — 1930-х годов ему казалось невероятным обнаружить у самых стен Кремля пристанище культурных людей, обладавших старорежимными привычками. В 1947 году упоминается как заведующий отделом Древней Руси. В 1936—1940 и 1943—1950 годах был старшим научным сотрудником Государственной Академии истории материальной культуры (ГАИМК, затем — Институт истории материальной культуры АН СССР, позднее — Институт археологии РАН). Работал в Институте археологии до самой смерти, в том числе в 1951—1974 годах был заведующим сектором славяно-русской археологии, в 1956—1987 годах — директором Института, с 1987 года стал почётным директором.
В 1939 году Рыбакову была присуждена степень кандидата исторических наук за монографическое исследование «Радимичи». В ходе многолетней работы над собраниями Государственного исторического музея Рыбаков подготовил труд «Ремесло Древней Руси», защищённый в 1942 году в качестве докторской диссертации в эвакуации в Ашхабаде и в 1948 году опубликованный отдельным изданием; удостоился за эту работу Сталинской премии. В 1943—1944 годах в составе Чрезвычайной государственной комиссии фиксировал разрушения памятников Чернигова, Вышгорода, Киева и окрестностей. В 1944—1946 годах заведовал сектором археологии Института этнографии (ныне Институт этнологии и антропологии). В 1951 году Рыбаков вступил в ВКП(б). 23 октября 1953 года Борис Александрович был избран членом-корреспондентом АН СССР по Отделению исторических наук (археология). Стал действительным членом АН СССР 20 июня 1958 года. Был заместителем академика-секретаря (1967—1973), и. о. академика-секретаря (1970—1971); также академик-секретарь Отделения истории АН СССР (1974—1975). Являлся деканом исторического факультета (1950—1952), проректором (1952—1954) МГУ; директором Института истории СССР (1968—1969). В 1962—1969 годах занимал должность председателя Научного совета по координации работ в области славяноведения АН СССР, с 1966 года — председателя Музейного совета при Президиуме АН СССР. Входил в состав Бюро Национального комитета историков СССР и Исполнительного комитета Международного союза доисторических и протоисторических наук (с 1958 года), был членом Международного комитета славистов (с 1963 года), сопредседателем комиссии историков СССР и Польши. С 1946 года много раз был представителем советской исторической науки на международных конгрессах. В 1958 году его избрали президентом общества «СССР — Греция». В 1978—1989 годах был главным редактором журнала «Советская археология». Состоял в патриотической Ассоциации по комплексному изучению русской нации (АКИРН) под председательством профессора Е. С. Троицкого.
Женой Б. А. Рыбакова была Зоя Георгиевна (Юрьевна) Андронникова, выпускница Библиотечного института. До 1949 года Зоя Георгиевна работала в Исторической библиотеке. Сын Б. А. Рыбакова, Ростислав Борисович Рыбаков (1938—2019) стал индологом, доктором исторических наук, специалистом по проблемам истории культуры и межкультурным взаимодействиям. В 1994—2009 годах Ростислав Борисович являлся директором Института востоковедения РАН. В 1998 году прошло пышное празднование 90-летия академика, ему был посвящён сборник статей.
После выхода на пенсию прожил 13 лет в своей большой квартире в Доме академиков на Ленинском проспекте в Москве. Скончался Борис Александрович 27 декабря 2001 года, похоронен в Москве, на Троекуровском кладбище.

## Профессиональная деятельность
Авторству Рыбакова принадлежат свыше 400 работ, в том числе статьи и рецензии на труды других исследователей, а также 20 монографий и учебных пособий для вузов и школ и ряд научно-популярных трудов. Многие работы переведены на европейские языки. Автор работы о радимичах (1932), фундаментальной монографии «Ремесло Древней Руси» (1948; Сталинская премия 1-й степени, 1949), исследований по древнерусскому летописанию, эпиграфике, метрологии, различным аспектам истории и культуры, в том числе по «Слову о полку Игореве», античной и русской средневековой картографии, славянском язычестве, русских средневековых ересях.
Был соавтором труда «История культуры Древней Руси» (1948; 1951; Сталинская премия 2-й степени, 1952). Кроме этого издания, был также автором глав и разделов в других коллективных обобщающих трудах: первый и третий тома «Истории русского искусства» (1953, 1955), два тома «Очерков истории СССР» (1953, 1958), первый том «Истории СССР с древнейших времён» (1956), третий том «Всемирной истории» (1957). Соредактор издания «Истории СССР с древнейших времён до наших дней» (тома 1—6, 1966—1968), издания «Очерки русской культуры XIII—XV вв.» (1969, 1970), ряда томов издания «Полное собрание русских летописей» и др.
Научные труды Рыбакова предлагали фундаментально-исторические выводы по темам жизни, быта и уровня развития социально-экономической и культурной сфер Восточной Европы. В область его научных интересов входили изучение славянской культуры и истории Киевской Руси. Со студенческих лет сложился подход Рыбакова исследовать археологический материал и письменные источники совместно. Он стремился к комплексному историческому подходу к проблеме. В полевых работах никогда не исследовал объект изолированно, работая в рамках исторического контекста и конкретной научной проблемы. Раскопки городищ он обязательно сопровождал комплексным изучением округи. Археологические культуры исследователь отождествлял с этносами. Он включал в свои работы географические карты, широко использовал картографирование с целью наглядно показать локализацию археологической культуры.

### Археологические исследования
С 1927 по 1971 год занимался полевыми археологическими исследованиями. В 1940-х — 1960-х годах руководил раскопками городов Украины и Южной России (Белгород, Витичев, Вщиж, Любеч, Переяславль, Путивль, Тмутаракань, Торческ, Чернигов и др.), результаты были опубликованы лишь частично. Рыбаков считал, что большинство появившихся в IX—X веках в Среднем Поднепровье трупоположений являются результатом распространения на Руси христианства. Учёным были исследованы остатки древних каменных храмов, включая церковь в Тмутаракани, Благовещенский собор (1086) с мозаикой пола, Михайловскую церквь в Чернигове, храм XII века во Вщиже, триконх начала XIII века, по датировке Рыбакова, в Путивле. Полностью был реконструирован замок-усадьба Владимира Мономаха, включающий укрепления, дворцовые и хозяйственные постройки, деревянную церковь и сторожевые башнями. Были реконструированы города-крепости, которые построил Владимир Святославич по рекам Днепру и Стугне в конце X века с целью защиты южных рубежей от печенегов. Клады серебряных предметов, найденные в Любече, бронзовый водолей, обнаруженные во Вщиже, серебряники Владимира из Новгорода Малого и имеющие надписи вещи из разных городов, выставляются в Государственном историческом музее.
По раскопкам Тмутаракани учёный установил время существования и характер южного русского княжества, состав и занятия населения этого государственного образования, его взаимоотношения с соседями, включая греков и кочевые народы. Раскопки городищ на реках Стугне и Днепре позволили реконструировать первую общерусскую оборонительную линию и затронули вопросы взаимоотношений Руси с Великой степью в конце X века. Работы в Любече поставили историографическую проблему существования на Руси «феодальных замков», по мнению Рыбакова сходных с европейскими. Сравнительный анализ материалов из Чернигова и Вщижа дал Борису Александровичу возможность показать разницу стольного и удельного города. Все эти выводы основывались также анализе письменных источников. В культурном слое южнорусских городов обычно не сохраняется дерево, поэтому для восстановления облика деревянных построек требуется тщательное изучение стратиграфии. Борис Александрович считал, что слои можно связать с годами построек храмов и пожарами, даты которых известны по летописям. Он предложил разбирать грунт средневековых поселений не по «штыкам», а по реально имеющимся слоям. Так, в ходе раскопок Любеча сооружения разбирались по слоям с подробной фиксацией каждого посредством фотографий и аксонометрических чертежей. Эти работы представляют собой попытками создания «трёхмерного слепка» памятника, позволяющего в дальнейшем перепроверить выводы. До Рыбакова в рамках южнорусских памятников выявлялись только углубленные в лессовый твердый «материк» части жилищ и считалось, что эти жилища являются полуземлянками, что могло контрастировать с богатыми находками. Рыбаков фиксировал прослойки в заполнении сооружений и сопоставлял их с известными из этнографии примерами засыпки потолков деревянных построек землёй, что производилось в целях противопожарной безопасности, и обмазки земляных полов глиной; пришёл к выводу, что существовала и наземная часть этих сооружений, которая обрушивалась результате пожаров и подвальное помещение заполнялось чередующимися слоями земли, горелого дерева и обожжённой глины. Он интерпретировал эти постройки как хозяйственные подклеты наземных домов, имевших 2—3 этажа, печь и дымоход.
При раскопках в Любече Рыбаков изучал селища, курганные группы, следы земляных укреплений и сторожевых курганов (подстав), которые располагались на средневековой дороге из Любеча в Чернигов и стояли на расстоянии около 20 км друг от друга. Исследования коснулись и пещеры основателя Киево-Печерского монастыря Антония, сосновый бор на левому берегу Днепра, где был корабельный лес, и др. Таким путём исследователь получал целостную картину жизни «замка-усадьбы» и его окрестностей. Усовершенствованная Рыбаковым методика обследования южнорусских городов применялась и для северорусских городов, имеющих хорошую сохранность дерева, в первую очередь для Новгорода, где слой разбирался по «штыкам», с чётким соотнесением их с «ярусами» — строительными горизонтами, образуемыми сменяющими друг друга деревянными мостовыми, связанными с усадебными постройками. Исследователем было предложено учитывать, что ярус и слой не являются тождественными — строительные горизонты различаются разной интенсивностью и расположены обычно не строго горизонтально — и уточнил хронологию напластований слоя, опираясь на берестяную грамоту с указанием года (1263).
Составленные Рыбаковым полевые отчёты сдавались с многолетним опозданием, не отличаясь полнотой и точностью. Отмечается низкое качество проведённых им археологических работ (в частности, раскопок древнерусских городов Вщижа и Любеча). Визуальная реконструкция Любечского детинца, основанная на результатах исследований Рыбакова, вышла анахронистичной. Чернецов отметил подход учёного к методике изучения архитектурных сооружений. Однако, по воспоминаниям Ирины Станкевич, Рыбаков «был весьма самоуверен, любил красиво говорить, а вот как полевой археолог был слабоват. С изумлением наблюдали мы, как он разбивал раскоп: вместо того, чтобы использовать простейшие приборы или хотя бы рулетку для разметки прямых углов квадратов, он прижимал к животу металлическую трость, требовал вбить один кол по этому направлению, потом всем телом поворачивался, как он считал, ровно на 90° и указывал место для второго кола».

### Социально-экономическая история
В 1932 году на белорусском языке вышла первая монография Рыбакова — «Радимичи», за которую ему присвоили учёную степень кандидата исторических наук. Особое внимание книга уделяет ремеслу, включая появление технологий, ареалы сбыта продукции, возникновение ремесленных посёлков, ставших в дальнейшем городами. Работа выходит за пределы темы радимичей, освещая и более общие проблемы истории славянских племён. Автором были очерчены границы расселения восточнославянского племени радимичей и доказывалось, что земледелие и ремесленное производство были у этого племени главными занятиями. В этой работе исследователь выступил против миграционистских концепций А. А. Шахматова. По мнению Н. С. Борисова и О. М. Рапова, в монографии Рыбаков успешно опроверг бытовавшее в 1930-е годы в исторической науке положение, что основным занятием восточных славян IX—XII веков были охота, рыболовство и собирательство. В 1930-е годы Рыбаков подверг анализу письменные и археологические материалы об антах и новгородских сотнях, что дало ему возможность пересмотреть начальный период славянской истории, а также понять древнюю структуру Новгородской земли. В этой работе, по мнению Чернецова, внесшей вклад в разработку славяно-русской археологии, учёный выступил в качестве знатока исторической географии, направления, которое получило значительное развитие в его дальнейшей научной работе. Обратившись к теме восточнославянских поселений, Рыбаков предложил реконструкцию подобной Свеаланду системы сотен, где городища были расположены «гнёздами» примерно по десять штук. По его мнению, «гнездо» в рамках традиционного административного деления соответствовало таким единицам, как тысяча или племя, а селища, стоявшие вокруг каждого из городищ, образовывали сотню.
В работе «Ремесло Древней Руси» (1948) исследователь проследил зарождение и этапы развития ремесленного производства у восточных славян с VI по XV века, а также выявил десятки ремесленных отраслей и определил уровень их развития. До Рыбакова вопросы древнерусского ремесла оставались почти не изученными, и его фундаментальный труд удостоился высоких оценок специалистов. Исследование охватывает территории от Тмутаракани на юге до Белоозера на севере, от Дуная на западе, до Волги на востоке. Учёный рассматривал ареал распространения изделий на основе обработки большого массива археологических источников (прежде всего из фондов Государственного исторического музея), которые мало использовались в научном обороте, в сочетании с анализом письменных свидетельств. Так, выявление географического распространения вятических височных колец включало изучение 483 экземпляров, было выполнено 116 403 сравнения. В работе о ремесле Рыбаков старался доказать, что домонгольская Русь не только не отставала в своём экономическом развитии от стран Западной Европы, как это утверждали ранее многие учёные, но и опережала эти страны по ряду показателей. Рыбаков писал, что уже в домонгольской Руси действовали ремесленные цехи и торговые корпорации. По выводу историка, основная роль в создании материальной культуры Киевской Руси принадлежала местным ремесленникам, а не скандинавам; городские и деревенские ремесленники обеспечивали потребности, соответственно, феодалов и земледельцев.
По мнению А. В. Чернецова, ученика Рыбакова, монография о ремесле Древней Руси является его главной книгой, в которой заложены основы «позднейших направлений его исследований» и которая стала прорывом в изучении древнерусского ремесленного производства: работа способствовала появлению большого числа специальных исследований отдельных ремёсел, включая чёрную и цветную металлургию и металлообработку, стеклоделие, обработку дерева и др. По словам Медынцевой, если ранее считалось, что древнерусское ремесло было неразвитым, а Древняя Русь целиком зависела от европейских и византийских рынков, то после публикации этого исследования общепризнанными стали сделанные автором выводы о таких исторических аспектах, как высокий уровень развития древнерусского ремесла и обширный перечень ремесленных профессий, включавший десятки специальностей; способы и технические приёмы изготовления изделий; торговый характере ремесла Руси и город как средоточии последнего; ареалы сбыта ремесленной продукции и огромный урон, нанесённый культуре Киевской Руси в результате татаро-монгольского нашествия. По её мнению, Рыбаков внёс значительный вклад в разработку методики археологических раскопок, применяя новые методы стратиграфии. Разборка и пространственная фиксация сооружений в рамках слоёв позволили восстанавливать облик древнерусского жилища.
Рыбаковым развивалась идея Киева как центра, долгое время обеспечивавшего русское единство. Он рассматривал княжескую власть как прогрессивную силу, которая опиралась на города, а основой развития последних считал высокоразвитое ремесло. Как и ряд других историков (Б. Д. Греков, Л. В. Черепнин, В. Т. Пашуто и др.) Рыбаков предпринимал попытки обнаружить признаки феодальных отношений в IX—X веках и в более ранний период с целью обосновать отсутствие переходного периода от первобытнообщинного к феодальному строю, чтобы соотнести русскую историю с советской формационной схемой. В 1940—1950-е годы вышли исследования древнерусской системы мер длины, торговли и торговых путей, которые связывали домонгольскую Русь с другими странами и народами, древнерусского военного искусства, прикладного искусства, Хазарского каганата и его роли в мировой истории и истории Руси. В монографии 1949 года «Древности Чернигова» собрал и проанализировал все имевшиеся письменные и археологические материалы, касающиеся Черниговской земли IX—XIII веков. Опираясь на топографию дружинных курганов он сделал предположение, что распространение этих курганов на пространстве от «северянского» Чернигова до Шестовицы отразило формирование земельных владений, которыми обладали киевские князья и дружинники, другими словами процесс феодализации. По его выводам, черниговские князья, бояре и дружина уже в IX—X веках являлись земельными собственниками. Научно-популярная статья «Стольный город Чернигов и удельный город Вщиж» в книге «По следам древних культур. Древняя Русь» (1953), которая в значительной мере была основана на результатах собственных раскопок автора, в начальном виде содержит постановку вопроса о специфике «малого» средневекового русского города — темы, которая занимала исследователя многие годы. В 1950-е годы вышли также несколько специальных исследований Рыбакова, посвящённых сфрагистике и метрологии.

### «Хазарский вопрос»
В ранних работах Рыбаков придерживался традиционного нейтрального взгляда на хазарский вопрос, в 1948 году вслед за В. В. Мавродиным выделял «хазарский период» в развитии древнерусского ремесла. В 1949 году на фоне борьбы с «космополитизмом» учёный изменил подход: в ряде публичных выступлений в ведущих учреждениях он активно пересматривал отношения славян и хазар в русле отрицания какого-либо влияния последних. Существует точка зрения, что вышедшая в конце 1951 года в газете «Правда» заметка «Об одной ошибочной концепции» за подписью «П. И. Иванов», была следствием активной деятельности Рыбакова, либо он являлся её истинным автором. Заметка «разоблачала» историков (прежде всего крупнейшего хазароведа, ленинградского профессора М. И. Артамонова), которые признавали хазарское влияние на формирование Древнерусского государства. В 1952 году вышли вызванные проведённой ранее депортацией крымских народов постановления объединённой научной сессии отделения истории и философии Крымского филиала АН СССР по вопросам истории Крыма, призывавшие «решительно бороться против идеализации хазар, печенегов, половцев и татар в истории Крыма». В русле этого решения Рыбаков в том же году выступил с докладом, согласно которому «крымские краеведческие организации в 1920—1930 годах уделяли излишнее внимание изучению и любованию средневековой татарской культурой»; «доверчиво изучались ханские ярлыки, носящие явные следы фальсификаций, преувеличивалось значение и высокий уровень татарского искусства». Доклад едва не привёл к разрушению Бахчисарайского дворца.
Хазарский каганат был представлен Рыбаковым в качестве «мелкого паразитического ханства» в дельте Волги, влияние которого на славян считалось минимальным и исключительно негативным. Рыбаков сомневался, что часть восточных славян, включая полян, северян, радимичей и вятичей, в действительности были данниками хазар. Он скептически относился к «Еврейско-хазарской переписке», считая, что она подверглась позднейшей тенденциозной переделке, и пытался связать знаки на кирпичах хазарского Саркела с дохристианской письменностью Русского каганата. Критика, направленная против М. И. Артамонова, способствовала карьерному росту Рыбакова, в то время как Артамонову пришлось публично покаяться в своих «ошибках» и включить в свою книгу о хазарах ряд антиеврейских пассажей. В результате дискуссии по «хазарской проблеме» подход Рыбакова, получивший поддержку Б. Д. Грекова и сторонников его школы, приобрёл господствующее положение в советской историографии. Критика советского хазароведения, которая была развёрнута в печати, привела к временной приостановке археологических работ на связанных с хазарами памятниках и в отношении извлеченного материала, в частности работ Волго-Донской экспедиции, и расформированию её состава, а также к временному прекращению публикации научных трудов по теме.

### Происхождение славян
Рыбаков поддерживал и продвигал антинорманизм и считал, что Среднее Поднепровье имело важнейшее значение в формировании Русского государства, истоки которого он возводил к VI—VII векам. Областью, где проходил этногенез славян, учёный считал земли от Среднего Поднепровья до Одера. В 1953 году он писал: «После того, как многие доводы норманистов были опровергнуты, норманская теория осталась где-то на грани между консервативной ученостью и политическим памфлетом». В 1964 году вышла небольшая научно-популярная книга «Первые века русской истории», где автор обратился к механизму зарождения государственности восточных славян и сформулировал гипотезу о существовании державы Русь уже в первой половине IX века. Эта работа стала первым его опытом в данном направлении и, по Чернецову, представляет собой «яркий, сжатый и… доступный… очерк по древнейшей истории Руси». В 1979 году была издана монография «Геродотова Скифия. Историко-географический анализ», где исследователь пытался доказать, что древнегреческому историку были известны предки славян, проживавшие в Причерноморье. Работа была связана с изысканиями в области этногенеза славян. В книге обобщалось большое количество археологических, фольклорных и письменных материалов. Рыбаков постулировал многотысячелетнюю древность славян, начиная их историю как минимум с бронзового века. После «пастушеского разброда» славянские племена были объединены на территории Правобережной Украины и достигли стадии земледелия. Заявленная им славянская автохтонность опиралась на идею связи славян с трипольской культурой. Академик отождествлял славян и русь, помещая первое древнеславянское государство, предшественника Киевской Руси, в лесостепь Среднего Поднепровья. По оценке Л. С. Клейна, история русской культуры и государственности удревнялась Рыбаковым на 5—7 тысяч лет.
В монографии «Киевская Русь и русские княжества XII—XIII веков» (1982) излагается общая концепция автора, в общих чертах намеченная в других его работах и главах обобщающих коллективных изданий. В этой работе начало славянской истории начиналось с XV века до н. э. Змиевы валы историк считал свидетельством столкновения славян и киммерийцев (по общепринятой в науке точке зрения, ушедших из Причерноморья на тысячу лет раньше, чем там появились славяне). С опорой на исследования гидронимии О. Н. Трубачёва, Рыбаков заявлял, что в уже раннем железном веке славянам удалось широко распространиться в украинской лесостепи и войти в контакты с греками за 400—500 лет до эпохи жизни Геродота. В духе романтического направления историографии XIX века, славяне-земледельцы отождествлялись им со скифами-пахарями известными по Геродоту, которые якобы снабжали хлебом все античные страны. Со славянами в его понимании была связана и часть наследия скифов-кочевников. Так, славянином он называл мифологического первочеловека и предка скифов Таргитая и его сына Колоксая, скифский миф о дарах неба по Рыбакову был славянским и др.
Рыбаков полагал, что в раннем Средневековье славяне могли обитать в Крыму и Малой Азии, на Тамани и в низовьях Дона. В статье «Анты и Киевская Русь» (1939) Рыбаков соотнёс городища роменского типа с народом антов, затем приписал последним черняховскую культуру, соотносимую с готами, а в работе «Проблема образования древнерусской народности в свете трудов И. В. Сталина» (1952) предложил переименовать выделенные А. А. Спицыным «древности антов» в «древности русов». Название анты исследователь выводил от названия венеты при помощи предложенной им в русле народной этимологии «диалектной» формы «вянты», а название вятичей понималась производным от «общеславянского наименования» венеты. В связи с этим он писал о праславянском и древнейшем русском ареале от Дуная до Оки. Характеристику учёным «древностей антов» как «дружинной культуры» историк В. Я. Петрухин считал корректной. Вслед за Рыбаковым археолог В. В. Седов стремился проследить развитие славянских археологических культур в течение длительного времени начиная с позднеримского периода и до эпохи исторических миграций VI века, и предложил реконструкцию древней антской общности IV века, которую возглавлял «король Бож». Эти гипотезы не были приняты источниковедами. Другими археологами антские построения Рыбакова характеризуются как гипотетичные, однако используются в качестве аргументов антинорманистскими историографами.
Основываясь на работе Сталина «Марксизм и вопросы языкознания», Рыбаков постулировал существование «курско-орловского сектора славянства», рассматривая его как восточную часть «Русской земли». Легендарный князь Кий считался им князем VI века, к тому же периоду относилось складывание понятия «Русская земля». Рыбаков разделял гипотезу, что название русь восходит к гидрониму Рось (Ръсь). По мнению В. Л. Янина, Рыбаков придерживался разработанной М. С. Грушевским концепции «киевоцентризма», согласно которой государственное устройство распространялось не из Новгорода в Киев, а наоборот. Как пишет Янин, Рыбаков пошёл дальше, чем Грушевский, заявив об основании Новгорода киевлянами для защиты северных рубежей. Рыбаков писал, что имело место коренное различие между экспансией норманнов на Западе и варягов на Востоке, поскольку побережья западновеврепейских стран были открыты для неожиданных атак с моря, тогда как русскими «богатырскими заставами» движение варягов останавливалось ещё на прибалтийских реках, и только благодаря хитрости некоторым отрядам удавалось проникнуть вглубь Руси. В 1960-е годы Рыбаков писал, что норманны не имели возможности утверждаться в городах восточных славян, в связи с чем они стояли «лагерями». В качестве примера он приводил летописный рассказ, как князь Олег остановился на Угорском под Киевом, где притворился купцом; он отмечал, что на верхнем Днепре скандинавы стояли в Гнёздове, ниже по течению Смоленска. Ближе к концу жизни Рыбаков начал пользоваться термином «арийцы» и говорил об «арийских» корнях славян. Он поддерживал вологодского этнографа С. В. Жарникову, развивавшую псевдонаучную арктическую гипотезу происхождения индоевропейцев («арийцев»). Академик писал положительные рецензии на её работы о приполярной прародине ариев и славян. Сам Рыбаков писал о далёких странствиях «арийцев» со своим стадами и называл славян их прямыми потомками. Родиной «арийцев» он считал Поднепровье. На этой территории, по его мнению, сформировалась Ригведа, оттуда часть населения перекочевала в Индию. На этом основании Рыбаков обратился к современным украинцам с советом заняться изучением санскрита.
Гипотезы Рыбакова о славянской принадлежности трипольской и черняховской культур подверглись критике. Согласно Клейну, Рыбаков «углубил Киев на полтысячелетия (приписав его основание к концу V в.)», хотя не мог не знать, что наиболее ранний славянский культурный слой относится к IX веку. Ранние поселения и монетные находки в черте Киева не имеют прямого отношения к истории города и не могут свидетельствовать о существовании Киева за полтысячелетия до возникновения других городов Руси. Рыбакову не удалось доказать на археологическом материале связь предполагаемой культуры антов или «русов», как он их называл, с позднейшими достоверно славянскими культурами. При идентификации географических названий, содержавшихся в древних источниках, он породил множество спорных толкований, явившихся результатом недоразумения и оторванности от историографических традиций. 
Вызывали возражения попытки Рыбакова удревнить историю славян. В. Я. Петрухин указывал, что развивавшаяся академиком концепция, увязывающая славян со скифами, имеет средневековое происхождение. В период борьбы с марризмом Рыбаков сам осуждал её сторонников — П. Н. Шульца и П. Н. Надинского. Историк В. А. Шнирельман отмечал, что идеи Рыбакова о дальних странствиях «арийцев» или славян вместе с своими стадами близки к ряду пассажей из «Велесовой книги», которую Рыбаков считал фальшивкой. Рыбаковым игнорировались прослеживаемые по инвентарю древнерусских дружинных курганов культурные связи со Скандинавией. Лингвисты оспаривали поддерживаемую Рыбаковым связь слова Ръсь с названием «Русь» (и «Россия»). Звук ъ прояснился в о (будучи в сильной позиции) только в XII веке (ср.: търгъ > торгъ, вълкъ > волкъ и др.). Общеславянский ъ («ер») восходит к индоевропейскому u, тогда как ӯ (также и в слове русь) могло развиться только из индоевропейских дифтонгов *au или *ou. Корни ръс- (> рос-) и рус- рассматриваются как независимые друг от друга.
На начало XXI века сторонник антинорманизма В. В. Фомин и некоторые близкие к нему авторы называли Рыбакова и таких историков-антинорманистов, как В. В. Мавродин и И. П. Шаскольский, «норманистами», поскольку те не разделяли точку зрения о западнославянских корнях варягов.

### Славянское язычество и фольклор
Учёный занимался реконструкцией и систематизацией славянских языческих представлений и ритуалов древнейших периодов и эпохи Киевской Руси. Рыбаков работал в русле «исторической школы», в которой мифология и фольклор рассматриваются в качестве действительных источников для реконструкции исторического прошлого. Применявшийся им ретроспективный метод предполагал постепенное снятие «исторических пластов» фольклорного нарратива. Он считал, что археологические и фольклорные источники дополняют друг друга и ведут исследователя к реальности далёкого прошлого. Каждый книжный сюжет считался им отражением исторических или археологических реалий. В числе источников, необходимых для раскрытия средневековых исторических реалий, он использовал былины и другие памятники фольклора, а также памятники народного прикладного искусства. В. Я. Петрухин относит к анекдотическим сюжетам попытки Рыбакова найти в славянском фольклоре воспоминания об эпохе палеолита, в его реконструкциях сюжет былин существенно удревнялся, вплоть до IX—X веков. Так, былинное сказание о встрече богатыря со Змеем на Калиновом мосту через огненную реку, Рыбаков без каких-то оснований считал обрисовкой «древнего мамонта (или мамонтов), загнанного огненной цепью загонщиков в ловчую яму, в подземелье, замаскированное ветками кустарников (калины)». В книге «Древняя Русь: Сказания. Былины. Летописи» приведён ряд других, по выражению Н. С. Петрова наукообразных химер, в том числе выделен ряд общих черт фольклорных чудовищ (Змей Горыныч, Чудо-юдо, Идолище и др.), указывающих, по мнению исследователя, на описание палеолитической охоты на мамонта, например, выражение «чудище хоботисто», которое, согласно Рыбакову, означает мамонта с хоботом. После детальной критики В. Я. Проппа учёный несколько скорректировал свои позиции: вместо поиска в фольклоре реальных событий (подход исторической школы) он стал в большей степени опираться на теорию основного мифа В. Топорова и В. Иванова. Так, Кощей рассматривался в рамках сюжетов индоевропейской мифологии и сравнивался с Аидом.
В 1963 году вышла монография «Древняя Русь. Сказания, былины, летописи». Согласно Рыбакову, русские былины представляют собой памятники народного осмысления русской истории, проявление национального самосознания. На протяжении жизни Рыбаков разработал оригинальную концепцию славянского язычества, окончательно изложив её в тексте двух монументальных книг — «Язычество древних славян» (1981) и «Язычество Древней Руси» (1987). Автор обращается к изучению первобытных верований людей, живших в каменном веке и ранних индоевропейцев, прослеживает преемственность элементов культуры из этой древности до фольклорных текстов и крестьянских вышивок XIX века. Согласно Рыбакову, ряд русских фольклорных сюжетов ведёт к началу раннего железного века и, таким образом, по древности равноценен древнегреческим мифам. Принятие христианства Рыбаков считал благом для Руси. В рамках реконструкции славянского пантеона Рыбакова 1970—1990-х годов и его последователей, главным славянским божеством является Род, понимаемый как демиург, творец всего живого и сущего. Рыбаков считал Рода также богом плодородия, а рожаниц — славянским аналогом греческих мойр. С опорой на позднее (не ранее XII века) поучение против язычников — «Слово святого Григория», исследователь предполагал, что культ Рода на Руси был предшественником культа Перуна. Открытый ранее В. В. Хвойко киевский «жертвенник» с четырьмя выступами Рыбаков понимал как капище Рода, которое предшествовало капищу Владимира, где первым был идол Перуна. Предполагаемое святилище в Перыни недалеко от Новгорода по Рыбакову вначале было святилищем Рода и двух рожаниц; летописным Добрыней в 980 году этот культ был заменён княжеским культом Перуна. Семаргла Рыбакова воспринимал как химерическое существо, не заслуживавшее идола, вопреки присутствию его в составе пантеона Владимира. Избушка на курьих ножках сопоставлялась с описанием вятичских погребальных обычаев в «Повести временных лет»: после сжигания на «краде великой» кости собрались в урну, поставляемую «на столпе на путях». Рыбаков писал, что шапка с опушкой Збручского идола является фаллическим завершением, а сам идол есть не четырёхглавый Святовит, известный у балтийских славян, а предполагаемый им древнерусский бог Рода. Новый расцвет декоративно-прикладного искусства XI века, заметный в материалах древнерусских городов и сельских пунктов по Рыбакову отражал «языческую реакцию» на первый век христианизации. Историком положительно оценивалось явление двоеверия, «приведшего к созданию богатой и своеобразной древнерусской культуры».
Многие из построений Рыбакова, в которых он использовал памятники фольклора и образы народного прикладного искусства в качестве источников по истории Средневековья, не были приняты научным сообществом. Критиковалась идея Рыбакова о наличии в орнаментальных вышивках XIX—XX веков надёжных свидетельств для реконструкции дохристианских духовных воззрений славян. Используемая Рыбаковым методология «исторической школы» отвергалась фольклористами, которые считали, что историзм фольклора не означает прямого отражения действительной истории, а близость ономастики , в том числе былинной, к летописной не означает идентичности эпоса и устной истории. Отмечалось произвольное толкование исследователем былинных сюжетов. Древнерусское слово «хобот» означало хвост, в рассматриваемом контексте — хвост мифического змея. Как произвольные рассматривались попытки Рыбакова объяснить композицию на большом ритоне из Чёрной могилы X века как сюжет былины об Иване Годиновиче; изображение может иметь другие толкования. Реконструкция религии и мифологии восточных славян, проведённая Рыбаковым, вызывала критику за спекулятивность и отсутствие единой методологии. По мнению Клейна, методика Рыбакова в сфере реконструкций славянской мифологии соответствует уровню исследователей начала XIX века. Рыбаков указывал на большое число сходств славянских и скифских фольклорных сюжетов, что не было принято другими учёными. Вопреки взглядам Рыбакова, большинство современных исследователей считают Рода не верховным божеством, а второстепенным персонажем восточнославянской мифологии — духом-покровителем потомков и дома, рода и судьбы. Недостаточные основания имеют и попытки Рыбакова связать зооантропоморфные изображения на средневековых фибулах со славянскими мифологическими персонажами. Близкие симметрические композиции, известные по русской вышивке XIX—XX веков, несут следы широко распространённых в разных культурах мотивы парных коней или птиц, расположенных рядом с «мировым деревом», теремом или другим осевым антропоморфным символом. Они не могут возводиться прямо к языческому периоду. По мнению Петрухина, наблюдения Рыбакова в отношении расположенных в зоне балто-славянских и балканских контактов изобразительных памятников, отражающих славянские аналоги распространённого у индоевропейских народов культа божественных близнецов, соответствуют данным сравнительной мифологии и лексике, связанной с близнечным культом.
В 1994 году был выпущен перевод «Язычества древних славян» на французском языке.

### Текстология
В ряде работ Рыбаков обращался к изучению летописания. По мнению Рыбакова, «чья-то рука изъяла из „Повести временных лет“ самые интересные страницы и заменила их новгородской легендой о призвании князей-варягов». Вслед за А. А. Шахматовым он писал о внесении «варяжской легенды» в текст киевской летописи из новгородского источника («Остромировой летописи»), но связывал создание «норманской традиции» не с Нестором, а с игуменом Михайловского Выдубицкого монастыря Сильвестром. По мнению Рыбакова, к редакция «Повести временных лет» Нестора вернулся составитель Никоновской летописи XVI века, донёсший подробности исходного предания. Редакция Нестора, согласно академику, по обладала антиваряжской направленностью и включала подробный рассказ о борьбе новгородцев с Рюриком и его скандинавской дружиной. Авторы второй и третьей редакций «Повести временных лет», по мысли учёного, проводили проскандинавскую тенденцию по заказу Мстислава Владимировича, опустив все подробности, которые были не в пользу Рюрика. Летописный рассказ о трёх братьях-варягах, ставших князьями, он понимал как переложение англо-саксонской легенды, повествовавшей о приглашении вождём бриттов Вортигерном двух братьев-саксов — Хенгиста и Хорсы. Рыбаков писал о появлении Киевского государства за 300 лет до «призвания варягов» и заявлял о «подтасовках» сторонников норманской теории, направленных на принижение творческих способностей славян. Позднее академик всё же признал скандинавское происхождение Рюриковичей и выделил «варяжский период» в истории Руси.
В статье «Русские земли по карте Идриси 1154 г.» (1952) Рыбаков подверг анализу сведения о Восточной Европе, приводимые арабским географом Мухаммадом ал-Идриси. На его интерпретацию данных Идриси опирались многие историки и археологи. В монографии 1963 года «Древняя Русь: Сказания. Былины. Летописи» исследователь увязал конкретные былинные сюжеты с историческими событиями в средневековой Руси, а отдельных героев былин — с историческими личностями. Он существенно развил идею И. Е. Забелина о погодных записях христиан при князе Аскольде. Рыбаков удревнил русское летописание, выделив из поздней Никоновской летописи ряд фрагментов, восходящих к реконструированной им «Летописи Аскольда». По мнению Рыбакова, многие оригинальные известия Никоновской летописи проверяются при помощи других, в частности иностранных, источников и отражают русскую историю IX—X веков.
В 1960-е — 1970-е годы Рыбаков обратился к татищевским известиям, оригинальным сообщениям историка XVIII века В. Н. Татищева, содержащим информацию, не имеющую аналогов в известных в настоящее время исторических источниках. Рыбаков восстановил положение, преобладавшее до академической публикации текста «Истории Российской» и ряда основанных на ней критических работ: Татищев являлся добросовестным копиистом, его «История» представляет собой собрание летописных выдержек, и на её основе можно проводить надёжные реконструкции утраченных уникальных летописей. Рыбаков посвятил теме татищевских известий несколько статей и обширную монографию «Русские летописцы и автор „Слова о полку Игореве“» (1972). В частности, Рыбаков сделал вывод, что татищевские известия не подчиняются интуитивно ожидаемому порядку распределения в тексте «Истории Российской», поэтому могут происходить только из действительно имевшейся у Татищева летописи. На основе общей направленности татищевских известий, предполагаемой Рыбаковым, он возводил их к реконструируемым «Раскольничьей» (преимущественно) и «Голицынской летописям», которые отразили другую предполагаемую им «Киевскую великокняжескую летопись» Изяслава Мстиславича, или «летопись Мстиславова племени», автором которой исследователь считал киевского боярина Петра Бориславича. В работе «Русские летописцы…» Рыбаков предпринял специальное исследование татищевских «портретов» (словесных описаний внешности князей XII века), не имеющих соответствий в других летописях. Как и подавляющее большинство других уникальных татищевских известий, эти описания он связал с «Раскольничьей летописью». Исследователь распределил относящиеся к «портретам» характеристики князей на группы «положительных» и «отрицательных» и пришёл к выводу, что оценки автора текстов в целом совпадают с симпатиями и антипатиями реконструируемой им «летописи Мстиславова племени». Автором портретов он назвал того же Петра Бориславича, в интерпретации Рыбакова гениального летописца, соперника Нестора.
Изучал Рыбаков и такие памятники древнерусской литературы, как «Слово о полку Игореве» и «Моление Даниила Заточника». В книгах «„Слово о полку Игореве“ и его современники» (1971), «Русские летописцы и автор „Слова о полку Игореве“» (1972) и «Пётр Бориславич: поиск автора „Слова о полку Игореве“» (1991) он выдвинул гипотезу, согласно которой «Слово» было написано Петром Бориславичем. В этих монографиях учёный обратился к событиям и процессам, происходившим на Руси во второй половине XII века, а также подверг глубокому разбору летописные источники, предпринял попытку установить авторов различных частей Ипатьевской летописи. В 1971 году было выпущено изыскание «Даниил Заточник и владимирское летописание конца XII в.» об авторе «Слова», обращённого к новгородскому князю Ярославу Владимировичу. Согласно этой работе, выдающийся мыслитель и публицист конца XII — начала XIII веков Даниил Заточник хорошо знал русский быт, русскую историю и церковную литературу. Согласно гипотезе историка, Даниил являлся великокняжеским летописцем при дворах Всеволода Большое Гнездо и его сына Константина. В «Слове о полку Игореве», по мнению Чернецова, учёный детально исследовал культурный контекст. В 1974 году Рыбаков опубликовал труд «Русские карты Московии XV — начала XVI в.», в котором использовал западноевропейский картографический материал. Учёный проанализировал древнейшие из сохранившихся русских карт, в которых, по его мнению, отражена жестокая внутриполитическая борьба эпохи складывания Русского централизованного государства.
По мнению историка Т. В. Гимона, работы Рыбакова о русском летописании опираются на спорные текстологические выводы и включают чересчур яркие характеристики летописных текстов с позиции их места в политической борьбе. Гипотеза о существовании «Аскольдовой летописи», которую развивал Рыбаков, большинством современных исследователей отвергается как не имеющая под собой оснований. Историк и лингвист Е. А. Мельникова пишет, что заявленная Рыбаковым первичность сюжета о Рюрике в поздней Никоновской летописи неверифицируема. Сюжет призвания правителей, по Рыбакову взятый из западной легенды, согласно Мельниковой и Петрухину, отражает имевший широкое хождение мотив и не может считаться заимствованием. Мельникова отмечает, что Рыбаков не был знаком с древнескандинавскими языками и продвигал старую гипотезу, что имена братьев Рюрика, Синеуса и Трувора возникли как ошибка летописца, который принял за личные имена скандинавские фразы своего оригинала «со своими родичами» или «свой род» (sine use или sine hus) и «верная дружина» (tru war или thru varing), в сопровождении которых пришёл Рюрик княжить. Мельникова пишет о полном несоответствии этих фраз нормам древнескандинавских морфологии и синтаксиса, а также семантике этих терминов. На материалах рунических надписей, саг и исландского антропонимикона Мельникова показала происхождение имён летописных братьев от древнескандинавских имён Signjótr и Þórvar[ð]r. Историк А. П. Толочко и ряд других учёных подвергли критике методику работы Рыбакова с татищевскими известиями и его выводы по этому вопросу. Н. Н. Воронин и О. И. Подобедова указали на слабость аргументов Рыбакова, объявившего Даниила Заточника летописцем конца XII века. Л. А. Дмитриев счёл сомнительным проводимое Рыбаковым отождествление легендарного автора «Слова о полку Игореве» с Петром Бориславичем. Д. С. Лихачёв отмечал, что Рыбаков «правит автора „Слова“ как своего аспиранта». А. А. Зимин считал надуманным отстаиваемое Рыбаковым первенство русских картографов перед европейскими.

### Эпиграфика
Учёный стремился использовать возможности эпиграфических памятников как географически и хронологически точно определённых источников, количество которых росло с каждым археологическим сезоном. Большую часть жизни Борис Александрович собирал материал для свода по эпиграфике: в процессе археологических раскопок, в музейных коллекциях и публикациях коллег. Первая его статья на тему эпиграфики, опубликованная в 1938 году — рецензия на работу А. С. Орлова «Библиография русских надписей XI—XV вв.» — была обобщающего характера. Бывший студент Орлова дополнил библиографию последнего десятками свежих надписей, а также предложил для ряда памятников новую датировку и прочтение, что вызвало положительную реакцию учителя. В 1946 году вышли его статьи об овручских пряслицах и надписи гончара на Киевской корчаге. Ему удалось оценить историческое значение надписей-граффити Киевского Софийского собора. Он первым опубликовал эти памятники в 1947 году. Уже в этих статьях заметен принцип всестороннего изучения надписей. Так, в исторический контекст вписывались проблемы собственного производства амфорной керамики в Киеве или назначения и рынка сбыта шиферных пряслиц. Кроме большого числа специальных статей по эпиграфике исследования надписей присутствуют в большинстве работах учёного. В книге «Ремесло Древней Руси» они стали одним из важных аспектов исследования ремесленной продукции, в работах, посвящённых былинам и летописям, дополнили и объяснили сведения других письменных источников, в статьях и книгах по истории культуры используются как один из основных источников.
Накопление эпиграфического материала и его специфика требовали определить границы этой дисциплины, отделить её от собственно палеографии, разработать специальные методы и задачи исследования, оценить её возможности в качестве комплекса исторических источников, что было осуществлено в докладе Рыбакова «Русская эпиграфика X—XIV вв. Состояние, возможности, задачи», прочитанном на V Международном съезде славистов в 1963 году в Софии. В докладе говорилось не только о русской, но и в целом о славянской эпиграфике, что существенно расширило хронологические и географические возможности данной дисциплины и особенно важно для раннего этапа IX—XI веков, который слабо представлен собственно русским материалом. Этот программный для славянской эпиграфики доклад сформулировал долгосрочные задачи, включая проблему происхождения славянских алфавитов.
В 1964 году в «Своде археологических источников» было издано исследование Рыбакова «Русские датированные надписи XI—XIV веков», посвящённое анализу эпиграфического материала. В этой работе автор обратился к решению первой задачи русской эпиграфики, определить хронологическую основу датировки древнерусских надписей, без которой невозможно полноценное их использование в качестве источников. Учёным были систематизированы все известные в то время датированные надписи с предметов быта, стен зданий, церковной утвари, надгробий. Многие были им прочитаны по-новому и проверены; исследователь уточнил их датировки, обобщил наблюдения над палеографическими особенностями. Составленные им хронологические таблицы включили все варианты начертания букв алфавита, для датирующих букв автор составил хронологические и корреляционные графики. Борисом Александровичем был также предложен исторический комментарий для каждой надписи, что сделало их историческими источниками, доступными для использования учёными других специальностей. Рыбаков, согласно А. А. Медынцевой, следовал принципу всестороннего исследования надписей, не ограничиваясь лишь их прочтением и датировкой, но вводил эти памятники в круг других исторических источников и использовал для решения общих исторических задач. Чернецов назвал этот труд одним из краеугольных камней источниковедения русской истории.

### Другие исследования по истории культуры
Темы культуры Древней Руси касались многие труды Рыбакова, включая «Ремесло Древней Руси», «Карты Московии» (1974), монографии о древнерусском летописании и «Слове о полку Игореве» (1971; 1972; 1991). Однако учёный обращался к теме истории культуры и в ряде специальных работ. Так, в 1970 году увидела монография-альбом свет «Русское прикладное искусство X—XIII вв.», где рассмотрены выполненные в технике скани и эмали ювелирные украшения, украшенные чернью серебряные браслеты; даются предположения о семантике их орнаментов и сюжетов. Работа остаётся, по словам Медынцевой, одной из лучших публикаций по народному искусству Древней Руси.
Учёный принял участие в подготовке двухтомника «История культуры Древней Руси», где им были написаны разделы о ремесле, торговле, военном деле, в также глава о прикладном искусстве (1948; 1951). Эта тема была развита им в разделах «История материальной культуры» и «Просвещение» (XIII и последующие века) многотомного коллективного издания «Очерки истории русской культуры» (1970; 1984). Работа показывает запустение Руси, упадок её культуры в первые десятилетия после татаро-монгольского нашествия, тяжёлое и медленное возрождение, новый взлёт культуры, начавшийся на рубеже XIV—XV веков. По мнению автора, прежде всего процессы проявлялись в «просвещении» — в рамках системы грамотности и образования, в литературе, естественнонаучных и исторических представлениях. Основными источниками послужили сведения летописей и других традиционных письменных источников, а данные новых источников, включая берестяные грамоты, приписки к рукописям, фольклор, эпиграфику. Рыбаков даёт реконструкцию системы обучения, применения письменности, включая тайнопись, математических и географических познаний, начатков научных знаний о природе (1949; 1957; 1975). Исследователь писал о «философской литературе», которая проявляла интерес к идеям античной космогонии, что проявилось в начале XV века на фоне распространённых средневековых воззрений, источником которых служили переводные произведения («Книга Еноха», «Христианская топография» Космы Индикоплова). Согласно общему выводу исследователя, в конце XIV века возникает идея единства языка и культуры Руси, которая объединяет разрозненные княжества и уделы.
Тема духовной культуры XIV получила развитие в монографии «Стригольники. Русские гуманисты XIV столетия» (1993), где учёный обратился к изучению движения новгородских еретиков в XIV веке. Развивая и дополняя свои положения, выдвинутые ранее в статьях и докладах и применяя наработки других исследователей, он описывает масштабную картину духовной жизни Руси XIII—XIV веков. Материал для этой работы автор собирал по меньшей мере с первых лет работы в ГИМе, изучая в отделе древнерусской письменности украшенные заставками и миниатюрами оригиналы рукописей. По Чернецову, историк указал на перспективные направления развития изучения данной темы и слабые стороны историографии по данной проблеме.

### Организатор науки
Учёный, являясь одним из фактических руководителей советской археологии, в том числе в качестве члена Президиума АН СССР и академика-секретаря Отделения истории в 1973—1975 годах, продвигал расширение археологических исследований в СССР, активное использование данных археологии для изучения этнической истории славян, древнерусских городов и государства, популяризацию археологии. В качестве директора Института археологии поддерживал новые направления исследований (создание лаборатории естественнонаучных методов и др.), сохранение археологического наследия (создание секторов новостроечных экспедиций, археологических сводов и др.). В период, когда Рыбаков занимал пост директора Института археологии наблюдался наивысший подъём учреждения, как в плане масштаба исследований, так и в отношении их научного уровня и авторитета. Борис Александрович существенно увеличил численный состав сотрудников, определил его преимущественную сохраняющуюся и позднее структуру. Являясь руководителем головного института, он, по оценке Чернецова, «либерально» относился к научному «сепаратизму» в союзных республиках и в сибирских или ленинградских институтах, а также не предпринимал попыток давления на исследователей из стран народной демократии. Рыбакову принадлежит инициатива переименования в 1957 году Института истории материальной культуры в Институт археологии. В рамках учреждения была поставлена задача создать лаборатории естественнонаучных методов в Москве и Ленинграде и догнать в сфере археологии западные страны. Как отмечал А. А. Формозов, этой изначально невыполнимой цели достигнуть не удалось, в том числе из-за кадровых проблем: в лаборатории были приняты молодые учёные, выпускники МГУ и ЛГУ, не успевшие стать квалифицированными специалистами. Не получили развития ряд необходимых для археологии направлений, включая определение возраста по методу 14C.
Другая поставленная Рыбаковым задача касалась подведения итогов советских археологических изысканий. В рамках этого направления он принимал участие в создании «Свода археологических источников СССР» (с 1959, около 100 томов), разработав как концепцию, так и программу издания. Тома «Свода» объединили ряд результатов археологических исследований от палеолита до эпохи Московской Руси на территории России и ряда республик бывшего Советского Союза. Издание сделало доступным масштабный научный материал. Рыбаков предполагал выпустить в течение 15 лет 150 томов этого издания, охватив абсолютно все материалы за указанный период. Однако в условиях малого числа специалистов, их неподготовленности для этой задачи и слабых издательских возможностей за 1962—1998 годы вышло только 83 выпуска, охватившие лишь незначительную часть добытого материала. По оценке Формозова, книги серии получились несопоставимыми друг с другом и разнородными (описание одной культуры, описание одной категории находок, одной музейной коллекции и т. п.), в них отсутствовали общая идея, строгий план и редакторская работа. Основная часть памятников, которые были собраны в своде «Русские датированные надписи XI—XIV веков» (1964), непосредственно связана с церковной археологией — научным направлением, существование которого, как писал Чернецов, не признавалось советской наукой. Однако благодаря Рыбакову работы в этом направлении велись. Этот свод инициировал продолжение работ в данном направлении. В 1971 году в той же серии «Археология СССР. Свод археологических источников» вышла работа Т. В. Николаевой «Произведения русского прикладного искусства с надписями XV — первой четверти XVI в.».
Ещё одним масштабным изданием, замысел и осуществление которого принадлежит Борису Александровичу, является «Археология СССР» (с 1981, 18 томов). Как и в предыдущем своде, в издании обобщаются результаты многолетних полевых археологических изысканий и кабинетных исследований. В отличие от «Свода», который предполагался как максимально полный корпус всего имевшегося археологического материала и был рассчитан на археологов, «Археология СССР» лаконично излагает результаты научных исследований и в основном в графическом виде, в таблицах, картах и перечнях. Для этого издания, как и для предыдущего, характерна слабая соотнесённость томов и разделов конкретного тома между собой. С именем Рыбакова связано появление серийного научного издания «Археологические открытия».

### Научно-популярные работы и педагогическая деятельность
Среди научно-популярных работ — сборник статей «Из истории культуры древней Руси» (1984) и книга «Начальные века русской истории» (1984), «Первые века русской истории» (1984), книги на темы культуры и искусства Древней Руси, исторические портреты русских князей. Составил ряд карт по истории Руси IX—XVI веков, которые выставлялись в Государственном историческом музее и были опубликованы в ряде справочных изданий (Большая советская энциклопедия, «Краткий курс истории СССР» и др.).
Преподавательскую деятельность Б. А. Рыбаков начал в 1933 году в Академии коммунистического воспитания им. Н. К. Крупской. С 1934 по 1942 годы он был доцентом, а затем — профессором Московского областного педагогического института, работал там до 1949 года, руководил археологической практикой на историческом факультете. Более 60 лет он преподавал на историческом факультете МГУ им. М. В. Ломоносова: в 1939—1943 годах — доцентом, с 1943 года — профессором, в 1950—1952 годах — деканом, в 1953—1962 годах — заведующим кафедрой истории СССР периода феодализма, с 1994 года — в качестве заслуженного профессора МГУ. Ежегодно читал лекционные курсы «История России с древнейших времён», «История русской культуры», «Славяно-русская археология» и др., а также спецкурсы по археологии. Руководил занятиями в просеминаре I курса, работой студентов-дипломников, аспирантов и стажёров. Параллельно с работой в МГУ читал лекции в МГИМО, ВПШ при ЦК КПСС и Центральной комсомольской школе.
Борис Александрович стремился ставить перед слушателями широкомасштабные научные проблемы, самостоятельно мыслить, оперировать разнообразными источниками. Он чертил на доске географические карты Европы и Руси, иллюстрирующие миграционные процессы, границы племён и государств. Семинар курса набора 1956 года был начат с чтения оригинальных текстов «Повести временных лет», «Русской Правды» с целью научить студентов понимать язык Древней Руси; слушатели обучались поэтическому слогу «Слова о полку Игореве» и работе с первоисточниками. Большое значение имели в процессе обучения имели проводимые учёным экскурсии, а также обязательные еженедельные лекции в поле, где Рыбаков демонстрировал результаты работы и делился новыми наблюдениями и гипотезами. Слушателями на них были и многие сторонние лица. А. В. Чернецов вспоминал «звучный, хорошо поставленный голос, безупречный литературный язык без столь распространённых искусственности, канцеляризмов, наукообразия, ложного глубокомыслия и, главное, очевидная увлечённость докладчика той проблемой, о которой он рассказывал». Отмечается свободное владение как устным, так и письменным словом, умение выступать как перед специалистами, так и работать с неподготовленной аудиторией, что было присущие Рыбакову с молодости. Историк А. А. Медынцева писала о педагогическом, популяризаторском и просветительском таланте Рыбакова. Борис Александрович умел доступно и увлекательно излагать сложные научные проблемы, не снижая их значимости, что было присуще всем трудам, в особенности написанным в жанре научно-популярных монографий, рассчитанных как на специалистов, так и на широкую аудиторию. Благодаря наличию у автора литературного таланта, красочному и образному языку, которым написаны уже самые первые его студенческие работы, эти книги читаются как увлекательный исторический роман. Чернецов вспоминал, что академик был замечательным знатоком летописных текстов и мог по памяти воспроизвести родословную древнерусских князей.
Был автором, соавтором и редактором ряда школьных и вузовских учебников по российской истории, учебных программ, а также статей, опубликованных в популярных изданиях. Миллионы школьников и многие тысячи студентов учились по его учебникам. На проводимых Рыбаковым раскопках прошли стажировку сотни будущих историков и археологов. Несколько десятков докторов и кандидатов исторических наук считают его своим учителем. Существует крупная «рыбаковская» школа историков Древней Руси, состоящая из нескольких поколений, среди его учеников — Л. В. Алексеев, Н. С. Борисов, Т. И. Макарова, А. А. Медынцева, С. А. Плетнёва, О. М. Рапов, П. П. Толочко, А. В. Чернецов. А. А. Медынцева, которая помогала учёному в подготовке монографии «Русские датированные надписи», стала крупнейшим специалистом по древнерусской эпиграфике. Сын Бориса Александровича Рыбакова — Ростислав — также стал историком. Дипломантам и аспирантам им предоставлялась большая самостоятельность, он не требовал повседневных отчетов, ставил только общую цель исследования и указывал наиболее важную литературу. Впрочем, по мнению Л. С. Клейна, заметной научной школы Рыбаков не оставил. Как считал А. А. Формозов, личные качества Рыбакова «оттолкнули от него наиболее талантливых учеников — Ю. В. Кухаренко, В. В. Кропоткина, В. П. Даркевича».

## Взгляды
По словам Н. С. Борисова, Рыбакову «был свойственен исторический оптимизм, порожденный победой советского народа в Великой Отечественной войне». Борисов называет его патриотом России и отмечал, что распад СССР был воспринят им как национальная трагедия; Рыбаков «тяжело переживал мрачную реальность 90-х годов». По мнению А. А. Медынцевой, Борису Александровичу были свойственны романтическая любовь к России, населяющим её людям, понимание особенностей русского характера и культуры и вера в будущее русского народа. По оценке археолога Л. С. Клейна, Рыбаков был «не просто патриотом, а несомненно, русским националистом… ультра-патриотом». По мнению Клейна, взгляды Рыбакова формировались в юности, на них наложил отпечаток распад Российской империи, что уязвляло его «национальное самолюбие» и «староверческое сознание». Достаточно рано он позитивно оценил действия большевиков в том, что считал восстановлением государства и в дальнейшем не изменял этой позиции; согласно Клейну, учёный не подстраивался под «партийную линию», его националистические убеждения совпали с политическим поворотом «к русскому патриотизму и национализму». Польский археолог Ежи Гонсовский, встречавшийся с Рыбаковым несколько раз, когда тот посещал Польшу, писал: «я никогда не чувствовал, чтобы в его мыслях присутствовали какие-то определённые марксистские идеи». Клейн, ссылаясь на личные воспоминания, обращал внимание на переживания учёного об отдалении человека от природы в «машинный век». Рыбаков выступал в печати с критикой деятельности чёрных копателей.
В статье 1971 года академик полемизировал с концепцией Л. Н. Гумилёва об отношениях средневековой Руси с азиатским миром, хотя, по мнению Я. С. Лурье, сам во многом опирался на догадки («гиполептические системы»). По мнению Рыбакова, в работе Гумилёва «Поиски вымышленного царства» (1970) не всегда представлен процесс анализа, слабо разбираются источники и предшествующая научная литература. Сосредоточившись на разборе 13-й главы «Опыт преодоления самообмана», он писал, что автором игнорируются многие источники; Гумилёв, охарактеризованный как ориенталист, сосредоточен на демонстрации тесной связи степняков с Русью и «не замечает» не только половецких походов на Русские земли, но и утверждает, что походы Батыя на Русь не имели какого-либо серьёзного значения. По мнению Рыбакова, автор фальсифицирует историю под влиянием озарения. Критику вызвало перенесение «Слова о полку Игореве» из ХII в ХIII век на основании характеристики его как «антикочевнического сочинения», поиска там мнимых «монголизмов» и произвольного отождествления князей этих двух разных веков; главную идею автора Рыбаков резюмирует словами: «„Слово о полку Игореве“ написано в середине XIII в. для того, чтобы в завуалированной форме высказать неодобрение по поводу дружбы Александра Невского с ханом Сартаком, христианином несторианского толка». По Рыбакову, эти построения Гумилёва опираются на недобросовестную подтасовку исторических источников. Эта критика Рыбаковым и повредила репутации Гумилёва в академическом сообществе.
Рыбаков стремился популяризовать свои идеи при помощи СМИ. Так, в постсоветский период публиковался в журнале «Держава» — печатном органе учреждённого православными русскими националистами Международного фонда славянской письменности и культуры. В ответ на запрос читателей познакомить их со своими идеями о славянском этногенезе Рыбаков излагал выдвигаемые им антинорманистские гипотезы о древности Русского государства. В 1997 году Рыбаков выпустил автобиографию, в которой, по мнению А. А. Формозова, стремился предстать как «чисто академический учёный, которого к его досаде порой отвлекали от любимой науки навязанные ему административные нагрузки». Его сотрудники (Е. Е. Кузьмина, Г. Б. Фёдоров и др.) писали, что Рыбаков всю жизнь «терпеть не мог» евреев; Фёдоров в своих воспоминаниях писал о его антисемитизме. Культуролог и философ Г. С. Померанц вспоминал, что в 1965 году назвал идеологию Рыбакова «славянским фашизмом».

Хотя идеи Рыбаков привлекали русских националистов, в том числе неоязычников, отмечается, что он делал публичные призывы бороться с лженаукой называл себя атеистом. Рыбаков не разделял идею подлинности «Велесовой книги»: в лекции 1995 года он называет её подделкой 1950-х годов, созданной эмигрантами из «патриотических» чувств и не имеющей ценности; поддельной им названа и единственная «фотография» «дощечки Велесовой книги». Отказался обсуждать идеи Г. С. Гриневича, автора псевдонаучных «дешифровок» древних надписей. Сын Б. А. Рыбакова историк Ростислав Рыбаков в интервью для «Литературной газеты» отмечал:
Вспоминаю последнее заседание бюро отделения, на котором выступал Б. А. Оно было долгим, все устали, и, когда ему дали слово, он был телеграфно краток: «Перед исторической наукой стоят две опасности. Велесова книга. И — Фоменко». И сел на своё место. По сути, это стало его завещанием нам, историкам.

## Оценки и влияние
Характеризуется как организатор науки, один из фактических руководителей советской археологии, влиятельная фигура советской историографии. Долгое время среди московских университетских учёных и в руководстве Академии наук сохранялось в целом позитивное отношение к заслугам Рыбакова, его идеи поддерживались на всех уровнях и не подвергались сомнению. Так, в 1982 году Рыбаков убедил власти Украины организовать празднование 1500-летия Киева — города, где даже слои IX века с трудом могут быть интерпретированы как городские. Тем не менее, археологи 1970—1980-х годов придавали мало значения построениям Рыбакова, воспринимая их лишь как «идеологический фасад». В годы Перестройки учёные начали прямо писать о содержащихся в его работах элементах мифотворчества. По оценке Л. С. Клейна, «основные концепции [Рыбакова] были дискредитированы ещё до его смерти». Рыбакова критиковало множество учёных, от В. Я. Проппа, Д. С. Лихачёва и А. А. Зимина до И. Я. Фроянова, И. Н. Данилевского и В. Я. Петрухина. Поздние работы Рыбакова привлекли общественное внимание к язычеству и славянской духовной культуре. Разработка Рыбаковым темы христиано-языческого синкретизма, по утверждению А. Поппэ, позволила ослабить идеологические запреты, что расширило возможности других учёных в изучении таких сфер, как история христианства на Руси, христианское искусство, церковное зодчество и других. Так, Рыбаков вновь ввёл в научный оборот термин «язычество», ранее в советской литературе подвергшийся критике как церковный. В то же время, по мнению археолога С. А. Беляевой, Рыбаков как глава советского «археологического мира» помешал развитию научного изучения памятников Позднего Средневековья и Раннего Нового времени.
По мнению В. Б. Кобрина, пока учёный возглавлял Институт археологии, только некоторые авторы осмеливались полемизировать с его концепциями, ещё реже эта критика принималась редакциями и издательствами. Как считал А. П. Новосельцев, возражать Рыбакову и его последователям «становилось даже опасно», поскольку могло привести к «малопочтенному… ярлыку норманиста» и, как следствие, к трудностям с публикациями. В 1950-е годы Рыбаков стал одним из основных деятелей «антихазарской» линии в официальной советской науке. Критика хазароведения привела к временной приостановке археологических работ и публикаций по теме. В результате советская наука уступила пальму первенства западной: первый в мире обобщающий труд по хазарам вышел в США в середине 1950-х годов, в то время как уже готовая монография М. И. Артамонова в СССР смогла увидеть свет лишь в 1962 году. По свидетельству некоторых авторов, находясь на посту директора Института археологии АН СССР, Рыбаков препятствовал деятельности своих научных оппонентов А. Л. Монгайта, Г. Б. Фёдорова и др.; последний упоминал о травле Рыбаковым Ю. В. Кухаренко, «закончившейся его гибелью»; по словам А. Л. Хорошкевич, он «так накричал на Кухаренко, что тот скончался от инфаркта». По выражению В. Я. Петрухина, Рыбаков «монополизировал проблематику славянских древностей»: в двух книгах о язычестве он возводил истоки славянских культов к каменному веку, пытаясь опираться на археологический материал. Выход каждого из этих томов сопровождался большим числом положительных рецензий, что определялось руководящими постами, которые занимал Рыбаков. Л. С. Клейн отмечал, что среди авторов рецензий на первый том не было известных археологов, специалистов по древнеславянской духовной культуре, этнографов-славистов, лингвистов и фольклористов. В то же время утверждалось, что многим учёным Рыбаков помогал в решении бытовых и научных вопросов, к нему всегда можно было обратиться. Так, Рыбаков оказывал помощь в научной деятельности Г. К. Вагнера, ранее подвергшегося репрессиям. В качестве академика и председателя Учёного совета Борис Александрович выдвинул работу Вагнера на защиту. Последний не имел диплома о высшем образовании, но решением Учёного совета ему была сразу присуждена степень доктора исторических наук.
По оценке Шнирельмана, при обобщении огромного количества материала (исторического, археологического, фольклорного) Рыбаков, формулируя некоторые верные замечания, допускал большое количество необоснованных суждений, которые предлагались им в качестве научных гипотез: его построения сопровождались методическими ошибками; он не стремился раскрывать используемую им методологию и верифицировать свои предположения. Л. С. Клейн, отмечая несомненный талант и эрудицию Рыбакова, указывал на три общих недостатка. Во-первых, вследствие своего ультрапатриотизма историк был неравнодушен к «успехам и преимуществам русского народа», которые преувеличивались; русская история представлялась в приукрашенном свете, что приводило к неспособности давать объективные оценки фактам. Во-вторых, историк почти не владел другими языками и редко пользовался зарубежной литературой. В-третьих, Рыбаков, разделяя предрассудки многих российских учёных, отвергал необходимость использования специальной теории и методологии в исторических науках и считал, что исследователю не требуется специальных знаний в таких сферах, как археология, этнография, лингвистика, фольклористика и др., достаточно уметь верно мыслить и обладать общим пониманием истории. По словам Клейна, Рыбаков являлся «эрудированным и воинствующим дилетантом» во всех областях, кроме одного направления (ремесло Древней Руси). Неоднократно отмечалось, что для обоснования своих гипотез историк использовал построения в русле народной этимологии. Подобно Марии Гимбутас, Рыбаков подменял доказательства свободными ассоциациями, поверхностно относясь к контексту и иконографии конкретных материалов. Г. Б. Фёдоров утверждал, что ради эффектности своих построений и выводов Рыбаков занимался подтасовкой фактов, причём логическая конструкция «так могло быть — значит так и было» была главной в течение всей его деятельности. Академик И. И. Минц в личном дневнике назвал Рыбакова «Хлестаковым от истории», А. В. Арциховскому приписывалась оценка учёного как «гениального недоучки».
Положительная оценка учёного характеризует его как выдающегося исследователя и организатора науки, с которым ассоциируется целая научная эпоха и чьи труды составляют энциклопедический очерк средневековой истории и культуры Руси. А. А. Медынцева, ученица Рыбакова, отмечала, что масштабная работа Рыбакова о древнерусском ремесле была начата в 1920—1930-е годы, в неблагоприятный для обращения к отдалённому прошлому период, когда превалировала «интернациональная „пролетарская“ культура», а российская история начиналась с «революционных марксистских кружков». По её оценке, Рыбаков стал одним из немногих, инициировавших возрождение «историко-культурного достояния русского народа» и продолжал свою работу всю жизнь. Учёный, увязав сведения из письменных источников и результаты археологических работ, показал существование ремесленных цехов и значимость ремесленного производства Руси, что позволило обосновать высокоразвитость хозяйственной сферы домонгольского периода. По словам Медынцевой, работа «Ремесло Древней Руси» (1948), произведшая научный переворот в археологии восточных славян и Древней Руси, частично устарела, но остаётся классической в своей области. Не все археологи приняли предложенную Рыбаковым интерпретацию полуземлянок как этажных строений, однако при раскопках Киева ученик Бориса Александровича П. П. Толочко проследил те же сооружения. Вслед за Рыбаковым остатки крупных наземных построек, имевших глубокие подклеты обнаруживались и в других древнерусских городах, их реконструкция стала предметом специальных исследований. Опубликованная Рыбаковым в 1959 году статья «К вопросу о методике определения хронологии новгородских древностей» положила начало острой полемике Бориса Александровича с его учителем А. В. Арциховским, которая затем охватила всю археологическую общественность. Главным результатом спора стала разработка Б. А. Колчиным абсолютной дендрохронологической шкалы слоёв Новгорода, что оценивается в качестве крупнейшего достижения послевоенной славяно-русской археологии, наиболее надёжной основой хронологии всех древнерусских городов и в существенной мере курганных древностей.
Согласно А. В. Чернецову, ученику Рыбакова, энтузиазм учёного определял его стремление к горячим спорам, жёсткой критике и иногда враждебности. Развитие учёного, по его мнению, после «невероятно сильной» диссертации «пошло по нисходящей», в чём негативную роль сыграл высокий статус: академик «немного зазнался», он стремился донести свои идеи и не занимался скрупулезными исследованиями. Учёному был свойственен «сильный украинофильский, киевоцентрический крен», что редко встречалось в российской науке; для него «всё южное» представлялось передовым, «а Владимир, Новгород — какой-то периферией. Оттого ему хотелось эту Южную Русь удревнить». Археолог М. Г. Рабинович писал, что Рыбакова высоко ценили, когда была напечатана его работа о ремесле, однако уже к концу 1940-х годов Борис Александрович «охладел к теме ремесла и занялся глобальными проблемами, как происхождение славян или их идеология», что позволило ему позднее стать академиком, но не «подняло научного авторитета». М. А. Миллер считал Рыбакова выдающимся специалистом по памятникам восточных славян и Киевской Руси, относя его этногенетические построения к плодам политического заказа. Историограф А. А. Формозов так отзывался о Рыбакове на посту «дирижёра» советской археологии:
С 1956 по 1987 год директором ИА был Б. А. Рыбаков — одарённый, яркий человек, но склонный всегда только к внешнему эффекту, к набрасыванию неких впечатляющих картин, а отнюдь не к строгой методике исследований, документации материала, критике спекулятивных сочинений. Соответственно, поддерживались лишь начинания, способные поразить воображение начальства или неквалифицированных читателей, а подлинно научные серьёзные направления оказались в тени.
Как считала биограф семьи Рыбаковых Н. М. Емельянова, работы Бориса Александровича «стали жизненным ориентиром для многих людей, далёких от науки, но желающих создать свою жизнь по древнеславянскому образцу». Идеи Рыбакова оказали влияние на отражение славянского язычества в художественной литературе и кинематографе. Согласно Шнирельману, гипотеза Рыбакова, что русские погодные летописные записи появились уже во второй половины IX века, спровоцировала появление современных спекуляций на тему дохристианской письменности восточных славян. Неоднократно отмечалось, что Рыбаковым были «открыты шлюзы» для роста популярности ненаучных представлений, в которых русы отождествляются с гуннами и этрусками. Его труды, пользующиеся популярностью среди сторонников русского национализма, сыграли существенную роль в формировании учения и пантеона богов русского неоязычества. Петрухин писал, что «двухтомник [о славянском и древнерусском язычестве] остаётся настольной книгой неоязычников», которые, по мнению Медынцевой, эксплуатируют имя Рыбакова. На базе разделяемых неоязычниками построений Рыбакова верховным богом славян ошибочно считается Род.

## Память и наследие
В 2016 году состоялась премьера фильма «Рыбаков, сын Рыбакова, внук Рыбакова» кинорежиссера Алексея Бурыкина, снятого по заказу телеканала «Культура», о династии Рыбаковых, Александре Степановиче, Борисе Александровиче и Ростиславе Борисовиче.
В 2023 году в Доме причта на Рогожском был открыт архив Бориса Рыбакова.

## Награды и звания
Деятельность Б. А. Рыбакова отмечена рядом наград:
- Герой Социалистического Труда (2 июня 1978)
- орден «За заслуги перед Отечеством» III степени (31 мая 1998) — за заслуги перед государством, большой личный вклад в развитие отечественной науки и подготовку научных кадров[263]
- три ордена Ленина (31 мая 1968; 20 июля 1971; 2 июня 1978)
- орден Октябрьской Революции (17 сентября 1975)
- орден Трудового Красного Знамени (10 июня 1945)
- орден Дружбы народов (2 июня 1988)
- орден «Знак Почёта» (19 сентября 1953)
- медали СССР «За доблестный труд в Великой Отечественной войне 1941—1945 гг.» (1946), «Тридцать лет Победы в Великой Отечественной войне 1941—1945 гг.» (1975) и др.
- Знак Тысячелетия польского государства (1967)
- Рыцарский крест ордена Возрождения Польши (1974)
- медаль имени Франтишека Палацкого (Чехословацкая АН, 1974)
- Золотая медаль Словацкой АН (1974)
- Ленинская премия (1976)
- Сталинская премия первой степени (1949) — за исследования по истории русской культуры, обобщённые в научном труде «Ремесло древней Руси» (1948)
- Сталинская премия второй степени (1952) — за двухтомный научный труд «История культуры древней Руси» (1951)
- Премия имени Б. Д. Грекова АН СССР (1983) — за монографию «Киевская Русь и русские княжества XII—XIII вв.»

Иностранный член Чехословацкой (1960), Польской (1970) и Болгарской академий наук (1978); почётный доктор Ягеллонского университета в Кракове (1964), заслуженный профессор МГУ (1994).
В 6-й поточной аудитории первого гуманитарного корпуса МГУ висит памятная доска в честь Б. А. Рыбакова.
Почётный гражданин Чернигова (1986). Именем Б. А. Рыбакова названа одна из улиц этого города.

## Публикации
За 70 с лишним лет научной деятельности Б. А. Рыбакова были опубликованы монографии:
- Радзімічы (1932)
- Ремесло Древней Руси (1948)
- Древняя Русь. Сказания. Былины. Летописи (1963)
- Первые века русской истории (1964)
- Русские датированные надписи XI—XIV веков (1964)
- Русское прикладное искусство X—XIII веков (1971)
- Слово о полку Игореве и его современники (1971)
- Русские летописцы и автор «Слова о полку Игореве» (1972)
- Русские карты Московии XV — начала XVI веков (1974)
- Геродотова Скифия. Историко-географический анализ (1979)
  - Переиздание — М.: Эксмо; Алгоритм, 2010. — 272 с. — ISBN 978-5-699-42815-1.
- Рыбаков Б. А. Язычество древних славян. — М.: Наука, 1981. — ISBN 5-02-009585-0.
  - Рыбаков Б. А. Язычество древних славян. — М.: Наука, 1994. — 608 с. — 15 000 экз. — ISBN 5-02-009585-0.
- Киевская Русь и русские княжества XII—XIII веков (1982; 2-е изд. 1993)
  - Под названием «Рождение Руси» (М.: АиФ Принт, 2004. — 448 с. — (Русь многоликая) — ISBN 978-5-94736-038-1)
- сборник научных трудов «Из истории культуры древней Руси. Исследования и заметки». — М.: Изд-во Моск. ун-та, 1984. — 240 с., 66 илл. — 20 500 экз.
- Начальные века русской истории (научно-популярная книга, 1984, 1987)
- Язычество древней Руси (1987)
- История и перестройка / лит. запись: Нечаев Ю. (Зеркало. Взгляд на злободневные проблемы). — М.: Книга, 1989. — 77 с. — ISBN 5-212-00211-7
- Пётр Бориславич. Поиск автора «Слова о полку Игореве». — М.: Молодая гвардия, 1991. — 286 с. — ISBN 5-235-00500-7. Архивировано 12 августа 2024 года.
- Стригольники. Русские гуманисты XIV столетия (1993)

Некоторые другие публикации:
- Рыбаков Б. А. О раскопках вятичских курганов в Мякинино и Кременьи в 1927 г. // Сборник научно-археологического кружка первого МГУ. — М., 1928. — Вып. 1.
- Рыбаков Б. А. Металлические вещи, найденные на Метрострое // По трассе первой очереди Московского метрополитена имени Л. М. Кагановича. — Л.: Соцэкгиз, 1936.
- Рыбаков Б. А. Анты и Киевская Русь // Вестник древней истории. — 1939. — № 1.
- Рыбаков Б. Ранняя культура восточных славян // Исторический журнал. — 1943. — С. 73—80.
- Рыбаков Б. А. Ремесло Древней Руси (автореферат) // Известия АН СССР. Серия истории и философии. — М.: Изд-во АН СССР, 1944. — Т. I, № 1.
- Рыбаков Б. А. Поляне и северяне // Советская этнография : сборник статей. — М.—Л.: Изд-во АН СССР, 1947. — Т. VI—VII.
- Рыбаков Б. А. Древности Чернигова // Материалы и исследования по археологии древнерусских городов. — М.—Л.: Изд-во АН СССР, 1949. — Т. 1. — С. 7—102.
- Рыбаков Б. А. Раскопки в Звенигороде (1943—1945 гг.) // Материалы и исследования по археологии СССР. — М.—Л., 1949. — № 12.
- Рибаков Б. Розкопки в Переяславі-Хмельницькому в 1945 р. (укр.) // Археологічні пам’ятки УРСР. — Київ, 1949. — Т. I. — С. 21—25. Архивировано 27 апреля 2023 года.
- Рибаков Б. Розкопки в Чернігівському дитинці в 1946 р. (укр.) // Археологічні пам’ятки УРСР. — Київ, 1949. — Т. I. — С. 26—30. Архивировано 27 апреля 2023 года.
- Рыбаков Б. А. Об ошибках в изучении истории Крыма и о задачах дальнейших исследований. — Сф.: Крымиздат, 1952б. — 16 с.
- Рыбаков Б. А. Проблема образования древнерусской народности в свете трудов И. В. Сталина // Вопросы истории. — 1952. — № 9. — С. 40—62.
- Рыбаков Б. А. Русь и Хазария (к исторической географии Хазарии) // Академику Борису Дмитриевичу Грекову ко дню семидесятилетия. — М.: Изд-во АН СССР, 1952. — С. 76—88.
- Рыбаков Б. А. К вопросу о роли Хазарского каганата в истории Руси // Советская археология. — 1953. — № XVIII. — С. 128—150.
- Рыбаков Б. А. «Остромирова летопись» // Вопросы истории. — 1956. — № 10.
- Рыбаков Б. А. Спорные вопросы образования Киевской Руси // Вопросы истории. — 1960. — № 9.
- Керамика и стекло древней Тмутаракани / отв. ред. Б. А. Рыбаков. — М.: Изд-во АН СССР, 1963.
- Рыбаков Б. А. Любеч — феодальный двор Мономаха и Ольговичей // КСИА. — М.: Изд-во АН СССР, 1964. — Вып. 99. — С. 21—23.
- Рыбаков Б. А. Владимировы крепости на Стугне // КСИА. — М.: Наука, 1965. — Вып. 100. — С. 126—129.
- Рыбаков Б. А. Раскопки в Путивле // Археологические открытия 1965 года. — М., 1966. — С. 154—156.
- Рыбаков Б. А. Даниил Заточник и владимирское летописание конца XII в. // Археографический ежегодник за 1970 год. — М.: Наука, 1971а. — С. 43—89.
- Рыбаков Б. А. О преодолении самообмана: По поводу книги Л. Н. Гумилёва «Поиски вымышленного царства» // Вопросы истории. — 1971. — № 3. — С. 153—159. Архивировано 2 сентября 2017 года.
- Рыбаков Б. А., Николаева Т. В. Александровская слобода Ивана Грозного // Археологические открытия 1971 года. — М.: Наука, 1972. — С. 110.
- Рыбаков Б. А. Трактат, написанный на корабле // Наука и религия. — 1978. — № 6.
- Рыбаков Б. Ответ на статью „Охотники за кладами“ // Советская культура. — 1983. — С. 2.
- Рыбаков Б. А. Заглядывая в предысторию Руси [автобиография] // Историки России о времени и о себе. — М., 1997. — Вып. 1. — С. 4—18.

## Комментарии
1. ↑  Согласно точке зрения, высказанной А. А. Формозовым, будущий академик  хотел дискредитировать Артамонова; эти обвинения в свой адрес Рыбаков резко отрицал. Согласно другой точке зрения, имеющей некоторое распространение среди археологов, кампания связывалась с соперничеством между «московскими» и «ленинградскими» археологами[74].
2. ↑  Гипотезу развивал М. Ю. Брайчевский, который расширил предполагаемый текст летописи[162].
3. ↑  С привлечением иностранных делегаций, выпуском юбилейных изданий и проведением научных конференций.
4. ↑  В советское время с критическим анализом «киевских» концепций Рыбакова и его последователей (в частности, П. П. Толочко) выступали И. П. Шаскольский[208], Я. Р. Дашкевич[209] и Эдуард Мюле[нем.][210]. К числу критиков работ и концепций Рыбакова принадлежат историки И. И. Ляпушкин[211], Т. Арне[212], Г. Ф. Корзухина[213], Л. И. Лавров[214], А. А. Зимин[171], А. А. Нейхардт[215], В. П. Яйленко[216], А. И. Тереножкин[217], И. Я. Фроянов[218], А. П. Новосельцев[219][207], И. Н. Данилевский[220], В. Д. Баран[221], Л. С. Клейн[222], Б. Н. Мозолевский[223], Д. С. Раевский[224], А. В. Горовенко[225], В. Я. Петрухин[226], В. А. Шнирельман[56] и А. А. Горский[227], филологи В. Я. Пропп[228][118] (с ним Рыбаков вступил в полемику[55]), Б. Н. Путилов[229], А. М. Астахова[230], Д. С. Лихачёв[231][232], Л. А. Дмитриев[233], О. В. Творогов[160], Я. С. Лурье[194] и А. С. Миронов[234].
5. ↑  Полисемантичность термина он считал достоинством[236].